# Merișor (okręg Covasna)
Merișor – wieś w Rumunii, w okręgu Covasna, w gminie Sita Buzăului. W 2011 roku pozostawała niezamieszkana. W 1966 roku natomiast liczyła 140 mieszkańców.